# Herval d'Oeste
Pour les articles homonymes, voir Herval (homonymie).
Herval d'Oeste est une ville brésilienne de l'intérieur de l'État de Santa Catarina.

## Géographie
Herval d'Oeste se situe à une latitude de 27° 11′ 37″ sud et à une longitude de 51° 29′ 41″ ouest, à une altitude de 523 mètres. Sa population était de 21 233 habitants au recensement de 2010. La municipalité s'étend sur 222 km2.
Elle fait partie de la microrégion de Joaçaba, dans la mésorégion Ouest de Santa Catarina.

## Villes voisines
Herval d'Oeste est voisine des municipalités (municípios) suivantes :
- Ibicaré
- Ibiam
- Campos Novos
- Erval Velho
- Lacerdópolis
- Joaçaba
- Luzerna